# 러시아 육상 연맹
러시아 육상 연맹(러시아어: Всероссийская федерация лёгкой атлетики, ВФЛА "전러시아 육상 연맹")은 러시아의 육상 종목 행정을 총괄하는 스포츠 행정 기구이다. 1911년에 설립되었으며 러시아의 육상 종목 전반을 관리하고 있다. 본부는 모스크바에 있다.

## 같이 보기
- 2016년 하계 올림픽 러시아 선수단